# BPDFamily.com
BPDFamily.com é um grupo de apoio online para os familiares de indivíduos com transtorno de personalidade borderline (TPB). O grupo é um dos primeiros grupos de apoio "cibernético" a ser reconhecido pelos prestadores de serviços médicos e a receber referências profissionais.
BPDFamily.com fornece artigos e quadros de mensagens para os membros da família aprenderem e compartilharem as suas experiências. Os artigos explicam o transtorno em termos compreensíveis, e os grupos de discussão ajudam a normalizar as experiências dos membros familiares.  O site atrai membros da família que se preocupam com alguém com transtorno de personalidade limítrofe, mas estão frustrados com as demandas do relacionamento e os conflitos.
O site educa os seus membros sobre os conceitos desenvolvidos por Shari Manning PhD, Margalis Fjelstad PhD, Robert O. Friedel MD e o Programa de Conexões Familiares NEA-BPD e alcançou a academia para colaborações. O site possui um programa interativo na web que ensina os princípios básicos da terapia cognitivo-comportamental.
O site e o grupo de apoio são certificados como um recurso de informações de saúde confiável pela Health On the Net Foundation .
O financiamento vem de filantropos e doações de membros.

## Uso por profissionais de saúde
BPDFamily.com é um site de referência listado pelo National Health Service (England), da National Alliance on Mental Illness, da National Education Alliance for Borderline Personality Disorder e da Personality Disorders Awareness Network.
Os serviços e programas do grupo são recomendados em Primer on Borderline Personality Disorder, Abnormal and Clinical Psychology: An Introductory Textbook, Recursos para melhorar a saúde emocional e fortalecer os relacionamentos, Eu Odeio-te - Não Me Deixes: Compreendendo a Personalidade Borderline, O Guia Essencial da Família para o Transtorno da Personalidade Borderline, Para de andar sobre cascas de ovo, e Descobrindo a sua criança interior: Transformando padrões tóxicos e encontrando a sua alegria . O site tem sido recomendado pela especialista doutorada Kristalyn Salters-Pedneault do about.com, pela colunista Cary Tennis do Salon, pela colunista Kate Thieda do PsychCentral, e pelo Randi Kreger do BPDCentral.
A organização está envolvida e referenciada em estudos de pesquisa clínica conduzidos pela Universidade Columbia, Universidade de Wollongong (Austrália), California State University, Sacramento, Universidade de Toronto (Canadá), University de Nevada,  Universidade de Bowling Green State,  Wright Institute (Califórnia), Colorado School of Professional Psychology,  Long Island University,  Alliant International University (Califórnia),  Universidade Macquarie (Austrália),  Middle Tennessee State University, Universidade de Simon Fraser (Canadá) e Universidade Walden (Estados Unidos).  A organização também apoia estudos de pesquisa do setor conduzidos pela Associação de Avanços em Pesquisa e Tratamento para Transtornos da Personalidade (TARA-APD).

Numa coluna de janeiro de 2013, Kristalyn Salters-Pedneault, da Escola de Medicina da Universidade de Boston, diz que embora ela recomende fortemente este grupo para membros da família, os leitores com transtorno de personalidade limítrofe devem ter em consideração que algumas pessoas foram feridas pelos seus familiares com TPB e que, por isso, estes estão apenas a falar das suas experiências.